# Carles & Sofia piano duo

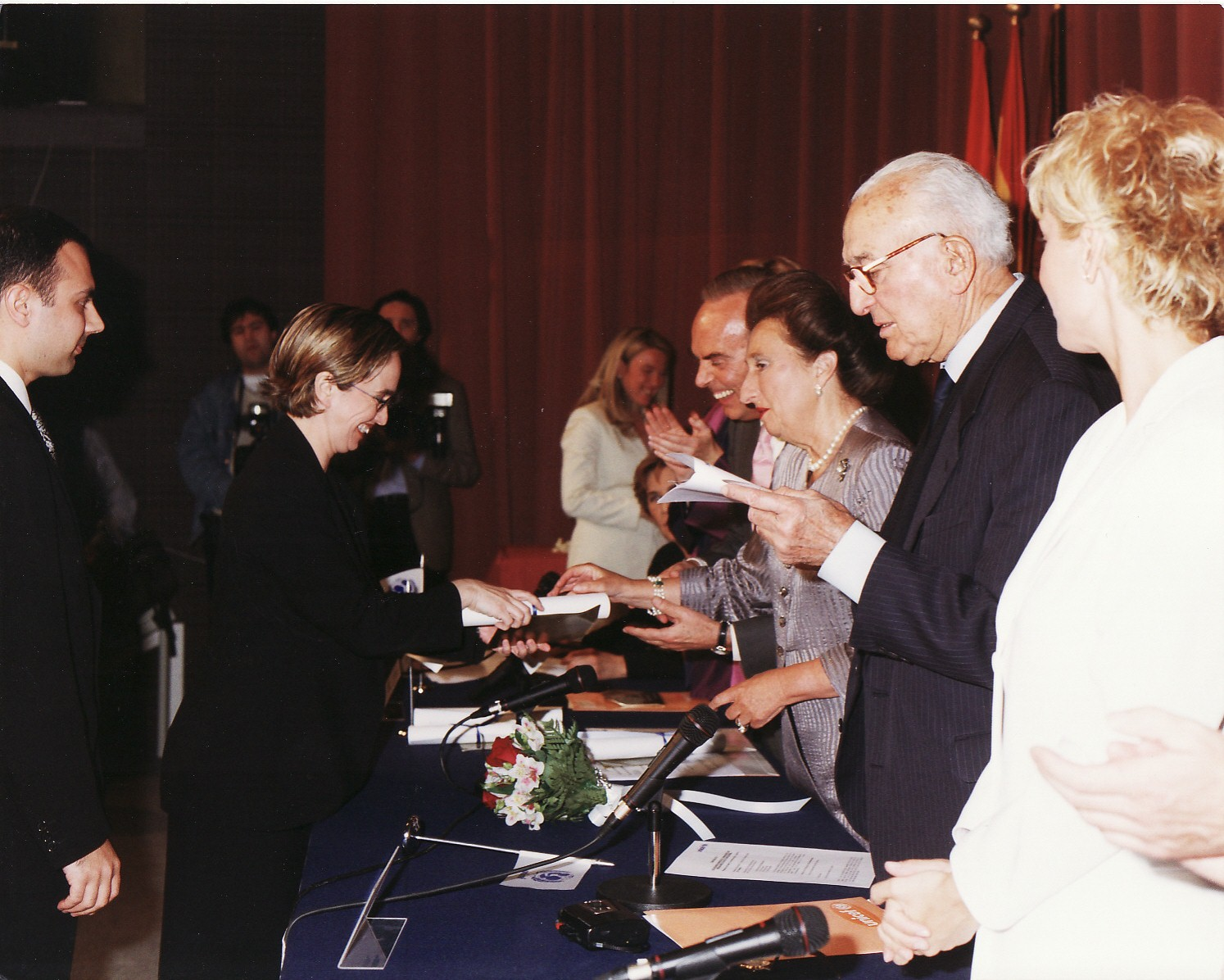
Carles i Sofia rebent un premi UNICEF de Margarita de Borbó

Carles & Sofia piano duo és el nom del duo de pianistes format per Carles Lama i Sofia Cabruja. Van començar a tocar junts el 1987 i des de llavors han ofert recitals de piano a quatre mans i concerts per dos pianos i orquestra a Europa, Amèrica i Àsia. Han actuat com a directors artístics i fundat diversos cicles de concerts i festivals, entre ells el Festival de Música de Sant Pere de Rodes.
El 2010 varen fundar "Concerts4Good: Music on a Mission", un projecte de concerts solidaris. La primera edició de Concerts4Good va tenir lloc el gener de 2013 a Porto (Portugal). Carles i Sofia també actuen com a mentors d'alguns dels joves músics amb talent.

## Carrera artística
Carles Lama i Sofia Cabruja varen començar els seus estudis a la seva ciutat natal, Girona, i posteriorment varen obtenir el Grau Superior a Barcelona, al Conservatori Superior de Música del Liceu. El 1992 varen ser premiats amb una beca per cursar estudis a l'estranger i es varen matricular a l'École Normale de Musique de París, primer, i més tard a la Hartt School (Universitat de Hartford, Connecticut). Durant els seus estudis universitaris als EUA, tots dos van rebre beques.
La primera aparició pública de Carles i Sofia com a duo va ser el 1987, i des de llavors, han desenvolupat una carrera internacional oferint recitals a molts països d'Europa, Amèrica i Àsia. Algunes de les seves aparicions són les següents: Carnegie Hall (Nova York), al febrer de 2011, on es va presentar un programa que incloïa La Valse de Maurice Ravel; Jin Mao Tower (Xangai), al març de 2007, en un recital a quatre mans incloent obres espanyoles d'Albéniz i de Falla; o Teatre Solís, Montevideo, Uruguai, on se'ls va convidar a presentar un programa iberoamericà amb obres de Guastavino, Aceves i Basomba.
Carles i Sofia han realitzat concerts per a dos pianos i orquestra o un piano a quatre mans i orquestra amb diverses orquestres arreu del món. El 2004, varen interpretar el Concerto per a dos pianos BWV 1060 de Johann Sebastian Bach amb l'Orquestra Simfònica Nacional de Malàisia, al Yayasan Seni Berdaftar, a Kuala Lumpur. El 2007, varen estrenar el Concerto per a piano a quatre mans de Thomas McIntosh amb la London City Chamber Orchestra, i al setembre de 2011, interpretaren el Concert en Re menor per a dos pianos i orquestra de Poulenc amb l'State Hermitage Orchestra, al Tzar’s Village Music Festival. També han participat en esdeveniments i projectes especials: El 2012, varen ser convidats a participar en el Bach Marathon, celebrat a la International House of Music, a Moscou, on van oferir el Concert de Bach per a 3 pianos i orquestra en re major BWV 1063 i el Concert per a 4 pianos i orquestra en la menor BWV 1065. El 2013, també van ser convidats a participar en el cicle de concerts "Beethoven Symphonies in Chamber Arrangements", a la Fundació Juan March, a Madrid, interpretant la 3ª i la 4ª simfonies, adaptades per a piano a quatre mans. El 2012, coincidint amb el seu 25è aniversari, varen ser reconeguts com a Artistes Steinway.

## Repertori

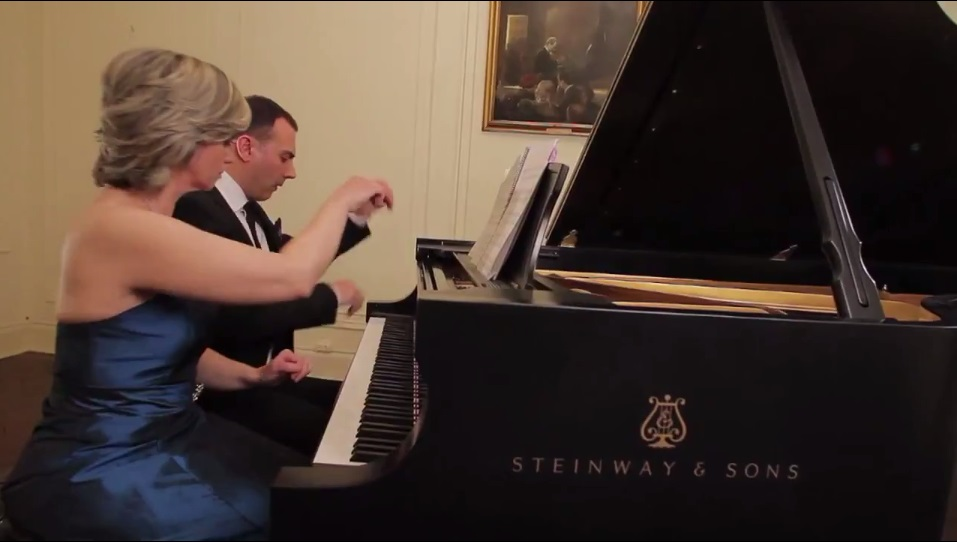
Carles&Sofia tocant

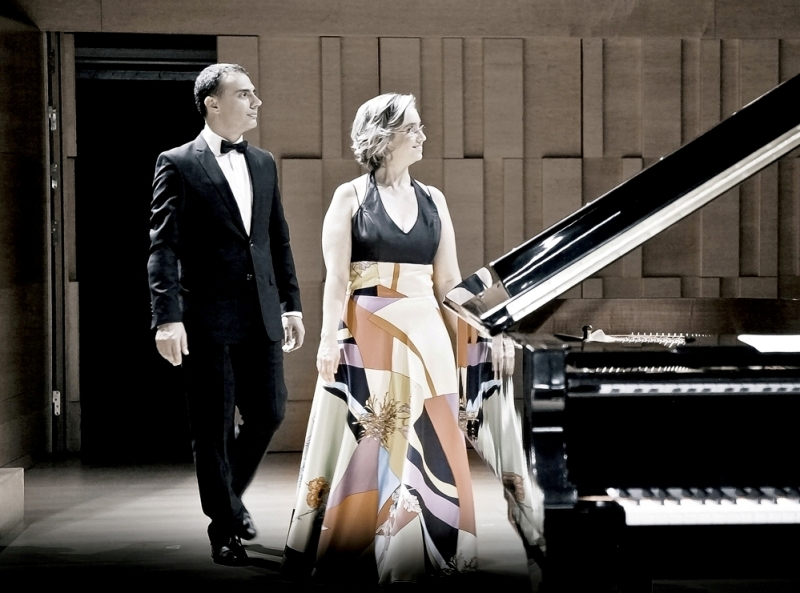
Carles&Sofia a escena

El repertori de Carles i Sofia engloba des de Bach fins al segle xxi, incloent les principals obres per a piano a quatre mans i transcripcions per a orquestra, amb especial predilecció pel repertori dels compositors francesos, russos i alemanys. En la majoria dels seus concerts interpreten música espanyola amb obres d'Albéniz i de Falla. Carles i Sofia han tengut relació amb compositors contemporanis, com John Carmichael o Daniel Basomba.
La parella ha estrenat obres de John Carmichael (Hommages, estrenada a Moscou el 2013) Thomas McIntosh (Concert per a piano a quatre mans i orquestra, estrenada a Londres, amb la London City Chamber Orchestra, el 2008) Daniel Basomba
(Don Quixotte, poema simfònic per piano a quatre mans, estrenada a Malàisia el 2005, en commemoració del 400 aniversari de la publicació del "Don Quixot" de Cervantes. Dedicada a Carles & Sofia: Ed. Boileau) i Françoise Choveaux (Concerto Catalan per piano a quatre mans i orquestra, estrenada a Sant Pere de Rodes, Girona el 2009).

## Discografia i enregistraments
El duo enregistra per la discogràfica KNS-Classical
- Schubert, Schumann (1995): CD solo de piano de Sofia Cabruja.
- Brahms, Schubert, Debussy (1996). Ars Harmonica. Reeditat per KNS-classical.
- Chopin(1997): CD solo de piano de Carles Lama. Ars Harmonica. Reeditat per KNS-Classical.
- Schubert, Brahms, Dvorák (2001). KNS-classical.
- Fauré, Rachmaninoff, Montsalvatge, Basomba (2003). KNS-classical.
- Fantasias for four hand de John Carmichael (2005). KNS-classical.
- El piano solista (2009): Enregistrament en viu al Centro Cultural de España, a Montevideo, Uruguay.
- Golden Recordings (2012): En commemoració del 25è aniversari del duo. KNS-classical.
- Spanish Essence (2014) : Inclou 4 peces de la "Suite Española" d'Albéniz, Dues Dances de "La vida breve" de Manuel de Falla i altres obres de Moszkowski i Lecuona. KNS-classical.
- Goyescas in New York (2016)
- Brahms Lieder (2018)
- Schubert Fantasy (2019)
- Catalan Heart (2019)
- Encores (2020)

També han fet gravacions per ABC Classic FM, Catalunya Música, Radio France i Radio Praga.